# 1993 chez Disney
Cet article présente la liste des évènements de la Walt Disney Company ayant eu lieu en 1993.

## Événements

### Janvier
- 24 janvier 1993, Ouverture de Mickey's Toontown à Disneyland[1],[2]
- 26 janvier 1993, Ouverture de l'attraction Roger Rabbit's Car Toon Spin à Disneyland [3]

### Février
- 3 février 1993, Sortie du film L'Incroyable Voyage aux États-Unis

### Mars
- 1er mars 1993, la chaîne Screensport créée en 1984 et détenu à 25 % par ESPN, fusionne avec sa rivale Eurosport[4]
- 16 mars 1993, ESPN achète la société de production Ohlmeyer Communications fondée en 1982[5]
- 31 mars 1993, Décès de Manuel Gonzales, dessinateur espagnol de bande dessinée[6]

### Mai
- 31 mai 1993, Décès de Donn Tatum à Los Angeles, Californie, PDG de Disney[7]

### Juin
- 6 juin 1993, Ouverture de l'attraction les Pirouettes du Vieux Moulin au parc Disneyland[8]
- 7 juin 1993, Disney dévoile les logos et uniformes des Mighty Ducks d'Anaheim, sa franchise Ligue nationale de hockey.
- 16 juin 1993, Première publication de Mickey Mystère[9]
- 30 juin 1993, Disney achète le studio Miramax Films[10],[2]

### Juillet
- 21 juillet 1993, The Walt Disney Company émet des bons au porteur et récolte 300 millions de $[2]
- 30 juillet 1993, Ouverture de l'attraction Indiana Jones et le Temple du Péril au parc Disneyland[11]

### Septembre
- 10 septembre 1993, Début de la série Bill Nye The Science Guy en syndication
- 13 septembre 1993, Début de la seconde saison de Les Muppets sur Disney Channel
- 24 septembre 1993, Début de l'émission Incorrigible Cory sur ABC
- 27 septembre 1993, Fermeture de l'attraction Listen to the Land à Epcot'[12]

### Octobre
- 1er octobre 1993, Lancement de la chaîne ESPN2[13]
- 4 octobre 1993, Fermeture de l'attraction Mission to Mars au Magic Kingdom[14]
- 9 octobre 1993, Première mondiale du film L'Étrange Noël de monsieur Jack aux États-Unis

### Novembre
- 12 novembre 1993, Sortie du film Les Trois Mousquetaires
- 24 novembre 1993, Sortie du film Aladdin en France.
- 1er novembre : Le Passage enchanté d'Aladdin ouvre à Disneyland Paris à Adventureland en remplacement d'une ruelle représentant les Contes des Mille et Une Nuits.

### Décembre
- 10 décembre 1993, Ouverture de l'attraction Living with the Land à Epcot[15]
- 25 décembre 1993, Diffusion de Disney Noël sur TF1